# TA3
| N12 | ms | s | A52 |

| N12 | ms | s | A52 |

TA3 (Tomb of Amarna 3) è la sigla che identifica una delle Tombe dei nobili ubicate nell'area dell'antica Akhetaton, oggi nota come Amarna, capitale voluta e costruita dal faraone Amenhotep IV/Akhenaton della XVIII dinastia. La città venne abbandonata circa 30 anni dopo la sua fondazione; le tombe vennero abbandonate e in parte riutilizzate in epoca moderna come romitaggi di monaci copti. L'abbandono millenario e i danni causati dalla presenza umana hanno spesso reso irriconoscibili le strutture originarie e danneggiato pesantemente, quando non reso illeggibili, scene pittoriche e rilievi parietali.

## Titolare
TA3 era la tomba di:
| Titolare | Titolo | Necropoli | Dinastia/Periodo | Note                                 |
| -------- | --- | --------- | ---------------- | ------------------------------------ |
| Ahmose   | Vero Scriba del re; Portatore di flabello alla destra del re; Amministratore della casa di Akhenaton; Sovrintendente della Corte di Giustizia | Amarna    | XVIII dinastia   | area settentrionale a sud di un uadi |

## Biografia
Oltre i titoli, alcuni dei quali solo onorifici, non è nota nessun'altra informazione biografica.

## La tomba

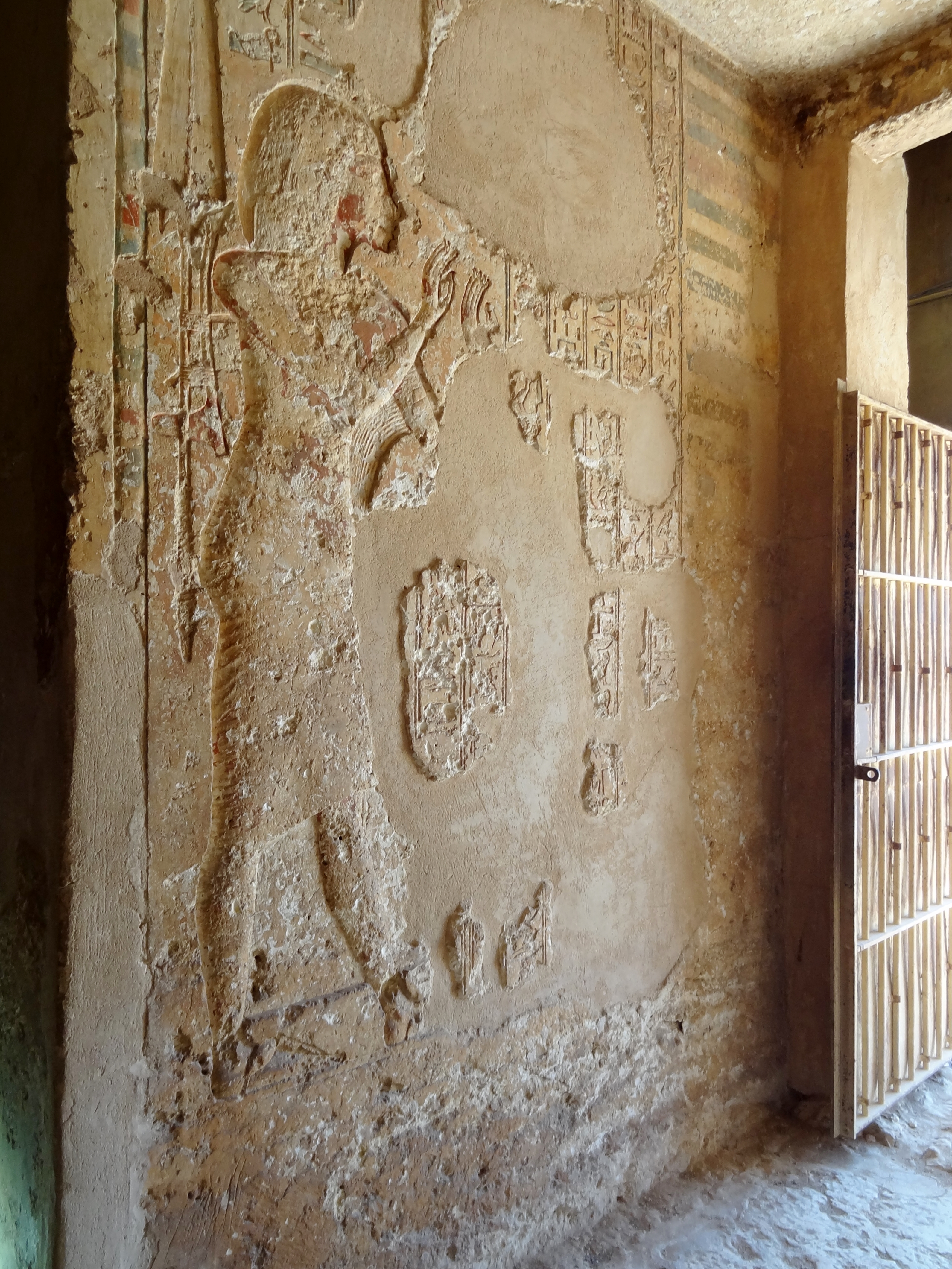
Ahmes rivolto verso l'uscita della TA3

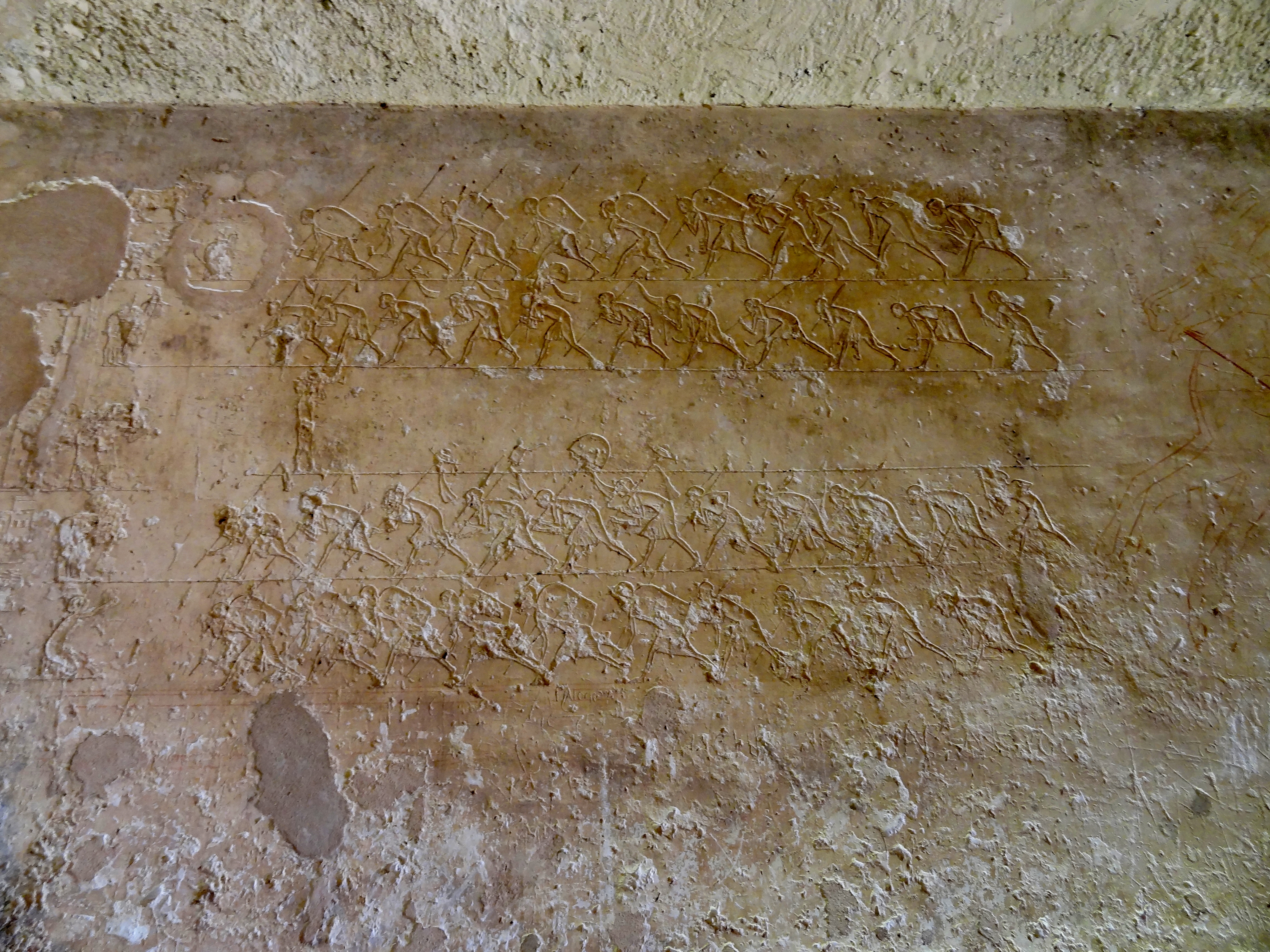
La scorta militare che accompagna i sovrani

La TA3 presentava una facciata non decorata, salvo i ritti e l'architrave ricoperti di geroglifici rilevati, almeno in parte, da Nestor L’Hôte, ma che già ai tempi dei rilievi di Norman de Garis Davies erano pesantemente danneggiati e sono oggi resi non visibili da una moderna inferriata di sicurezza (nn. 1 e 2 in planimetria). Planimetricamente è costituita da due corridoi che si intersecano a formare una croce; non esistono sale. All'ingresso segue un corridoio, sulle cui pareti (3-4) è rappresentato il defunto, Ahmes, procedente verso l'esterno della tomba con le braccia alzate in adorazione del sole che sta raggiungendo; sulle pareti due inni dedicati ad Aton nelle sue manifestazioni di sole al tramonto (parete orientale), e di sole nascente (parete occidentale), che costituiscono una forma ancora più ridotta del "Piccolo inno ad Aton".
Il corridoio prosegue con andamento perpendicolare all'ingresso; sulla parete est, tracciata con colore rosso, la famiglia reale sotto il disco solare. Sulla stessa parete, cinquantanove graffiti di età greco-romana testimoniano che gli ambienti furono frequentati anche molto tempo dopo l'abbandono della città. Sulla parete ovest (5-7), in colore rosso la coppia reale, su un carro, mentre, scortata da quarantatré soldati, si dirige verso il Grande tempio di Aton. A riprova del verismo caratteristico dell'arte amarniana, il re e la regina Nefertiti sono rappresentati sul pianale del carro mentre si scambiano un bacio, con una piccola principessa ai loro piedi. All'ingresso del tempio che stanno raggiungendo, è schierata una scorta militare e sono presenti funzionari e preti dell'Aton con mazzi di fiori e animali sacrificali. Il corridoio trasversale, privo di decorazioni e testi, presenta, alle due estremità, false porte e due pozzi funerari di cui uno scende per circa 10 m, ma non si apre in alcun altro locale sotterraneo; l'altro è invece poco profondo. Sul fondo del corridoio precedente, perpendicolare all'ingresso, si trova una statua di Ahmes, molto consunta, scolpita direttamente nella roccia.

### Annotazioni
1. ↑  La numerazione dei locali e delle pareti segue quella di Porter e Moss 1968, p. 210.
2. ↑  Nestor Hippolyte Antoine L’Hôte (1804 – 1842) egittologo francese, disegnatore e pittore, partecipò alla missione franco-toscana di Ippolito Rosellini del 1828-1829 unitamente a Jean François Champollion.
3. ↑  Si legge, tra l'altro: "...O Aton vivente, Signore dei Signori, governatore delle Due Terre, quando [tu hai] attraversato il cielo, il mondo intero esulta al tuo volto, in tenera adorazione di colui che li ha creati e baciando il terreno dinanzi a quello chi li ha portati [in esistenza]. Il tuo amato figlio, il re dell'Alto e del Basso Egitto che vive nella Maat, Neferkheperura-Waenra [Akhenaton] in quel giorno ha guidato l'intera terra e ogni paese straniero in tutto ciò che ti circonda fin dalla tua apparizione... O Dio che vive di Maat dinanzi agli occhi della gente, tu che hai creato quando non c'era nessuno che avesse creato nulla... possa tu darmi il favore della presenza del re ogni giorno senza cessare, e un buon funerale dopo la vecchiaia sull'altopiano di Akhetaton..."
4. ↑  Molto danneggiato, ma simile ad identico inno che è ancora leggibile nella tomba TA4 di Meryra, Sommo sacerdote di Ra.
5. ↑  Viene denominato "Piccolo inno", per differenziarlo dal "Grande inno ad Aton" presente solo nella tomba di Ay, un atto di adorazione di cui si conoscono cinque differenti versioni presenti, oltre che nella TA4, nelle tombe TA8 di Tutu, TA9 di Mahu, TA10 di Ipy e TA23 di Any. Si tratta di un inno più breve di quello indicato come "Grande" ed è imperniato sul ciclo solare e sul rapporto tra l'Aton e il re Akhenaton.
6. ↑  Normalmente i disegni in rosso erano preparatori al successivo dipinto completo dei colori; nel caso specifico, il disegno non è ultimato.

### Fonti
1. ↑  Reeves 2001, p. 134.
2. ↑  Davies 1903, vol. V, parte III, le tombe di Huya e Ahmes.
3. 1 2  (EN) La Tomba TA3 su Osirisnet, su osirisnet.net. URL consultato il 05.02.2019.